# Gunning
Gunning – miasto w Australii, w stanie Nowa Południowa Walia.